# مخيم جباليا
مخيّم جباليا أُنشئ عام 1948، وهو يقع إلى الشمال الشرقي من مدينة غزة، وعلى مسافة كيلو متر عن الطريق الرئيسي (غزة ـ يافا). يحد المخيم من الغرب والجنوب قريتا جباليا، والنزلة، ومن الشمال قرية بيت لاهيا، ومن الشرق بساتين الحمضيات ـ النزلة، وبيت لاهيا.
وهو من أكبر المخيّمات للّاجئين في قطاع غزّة، استقرّ في المخيّم 35000 لاجئ معظمهم كانوا قد هُجّروا من القرى الواقعة جنوب فلسطين، ولاحقًا عُرِف هذا المخيّم بالاكتظاظ السّكانيّ الشّديد، حيث يقطن فيه حوالي 119000 لاجئ في مساحة ضيّقة، ممّا يسبّب العديد من المشكلات مثل نقص المياه الصّالحة للشّرب، ضعف شبكات الصّرف الصّحّيّ، وانقطاع الكهرباء المتكرّر. بالإضافة إلى ذلك، يعاني سكان المخيّم من بطالة مرتفعة ومستوى الفقر عالٍ، ويعتمدون بشكل كبير على المساعدات الإنسانيّة من "الأونروا".
بلغت مساحة المخيّم عند الإنشاء حوالي 1403 دونمات، وصلت إلى 1448 دونما، كانت المساحة مقسّمة على 5587 عائلة . وتشرف الوكالة بالتّنسيق مع السّلطة الوطنيّة على مختلف الخدمات الغوثيّة والاجتماعيّة المقدّمة لسكان المخيّم .

## التاريخ
يعود معظم السكان بأصولهم إلى سمسم، أسدود، ويافا، واللد، نعليا، والمجدل. وفرت «الوكالة» مركزاً طبياً، به عيادة للأمومة والطفولة، وعيادة للأسنان، وعيادة للعيون، ولا يتوافر بالمركز الأدوات الضرورية، في أغلب الأحيان، ومعظم الحالات المرضية تحول إلى المستشفيات في غزة. كما توجد 13 مدرسة ابتدائية وثانوية، وخمس مدارس إعدادية، منها مدرستان تقعان خارج حدود المخيم.

## البنية التحتية
يوجد بعض القطاعات الاقتصادية في مخيم جباليا كقطاع الزراعة و الصناعة و قطاع التجارة والذي يسود المخيم
يعد صيد السمك والزراعة والتجارة من أهم حرف سكان المخيم.
تعاني البنية التّحتيّة من ضعف واضح؛ حيث إنّ شبكات المياه والصّرف الصّحّيّ قديمة ومتهالكة، وهذا يؤدّي إلى مشاكل صحّيّة، في حين أن 90% من المياه غير صالحة للشّرب. كما يواجه المخيّم نقصًا في الخدمات الأساسيّة مثل المرافق الصّحّيّة والاجتماعيّة، حيث توجد ثلاثة مراكز صحّيّة ومدارس مكتظّة تعمل بنظام الفترتين. الأوضاع تتفاقم بسبب الحصار الإسرائيليّ المستمرّ، الّذي يزيد من معدّلات البطالة والاعتماد على مساعدات الأونروا لتلبية الاحتياجات الأساسيّة للسّكّان.

## الوضع الاجتماعيّ
الوضع الاجتماعيّ في مخيّم جباليا يعكس تحدّيات كبيرة نتيجة الاكتظاظ السّكّانيّ، حيث يعاني العديد من السّكّان من ظروف اقتصاديّة صعبة، مثل الفقر والبطالة، ممّا يساهم في زيادة الاعتماد على المساعدات الإنسانيّة. بالإضافة إلى ذلك، يواجه المخيّم مشكلات في توفير الخدمات الاجتماعيّة الأساسيّة، مثل التعّليم والرّعاية الصّحّيّة. وعلى الرّغم من هذه الصّعوبات، يظهر السّكّان تماسكًا اجتماعيًّا قويًّا من خلال التّضامن العائليّ والمجتمعيّ، حيث يعملون معًا لمواجهة هذه التّحدّيات. تطوّر الوضع الاجتماعيّ في المخيّم عبر الزّمن، ولكنّه لا يزال يشهد تأثيرات سلبيّة بسبب الظّروف الاقتصاديّة والسّياسيّة المستمرّة.

## التعليم
مخيم جباليا أبرز مناطق التعليم في قطاع غزة بعد المدينة حيث يضم مدارس الأونروا التابعة لوكالة غوث وتشغيل اللاجئين الفلسطينيين المنتشرة في كافة أزقة المخيم وبعض هذه المدارس (الإعدادية أ ب ج للبنين) والكثير من المدارس.
بلغ مجموع المدارس في قطاع غزّة 544 مدرسة منها  260 مدرسة تابعة للحكومة أيّ ما نسبته 49%  من إجماليّ المدارس في القطاع، والمدارس التّابعة لوكالة الغوث تشكّل %45 من إجماليّ المدارس في القطاع، و39  مدرسة خاصّة أي ما نسبته %7 من إجمالي المدارس في القطاع. عدد الطلبة اللّاجئين في القطاع  320176 منهم 224822 طالبًا في مدارس الوكالة بلغ عدد الطّلبة في المرحلة الثّانويّة حوالي  52405 بلغ عدد الفصول في مدارس مخيّمات القطاع  12869 فصلًا دراسيًّا منهم 6237  فصلًا في المدارس الحكوميّة، و 5922  في مدارس وكالة الغوث  710  في المدارس الخاصّة. بلغت الكثافة الصّفّيّة  في المدارس بمخيّمات القطاع حوالي  24 طالبًا لكلّ فصل في حين كانت الكثافة الصّفّيّة في مدارس الوكالة  38 طالبًا لكلّ مفهوم الكثافة الصّفّيّة: مجموع عدد الطّلبة .

## حريق 2022
في 17 نوفمبر 2022، وقع حريق بمبنى سكني بالمخيم مما أسفر عن مقتل 21 شخصاً من عائلة أبو ريا التي كانت تحتفل بعودة أحد أفراد الأسرة من الخارج، وبينهم 7 أطفال (حسب وسائل إعلام إسرائيلية) أو 10 (حسب بي بي سي).

## مخيّم جباليا بعد حرب الإبادة
يحاول الاحتلال الإسرائيليّ منذ 13 تشرين الأول 2023 تهجير سكّان شمال قطاع غزّة قسرًا، من خلال فرض حصار مشدّد وتدمير واسع للمنازل والمباني، مانعًا الدّخول والخروج إلّا عبر حواجز أقامها لتفتيش النّازحين إلى غزّة وإلى الجنوب. وفي 5 تشرين أول 2024 نفّذت القوّات الإسرائيليّة عمليّة مباغتة استهدفت جباليا، شملت تطويق المنطقة وقصفها بغارات مكثّفة وأحزمة ناريّة، ما أعاد مشاهد حرب الإبادة التي أودت بحياة أكثر من 144 ألف فلسطيني، معظمهم أطفال ونساء. أُلقيت منشورات تطالب السّكّان بالنّزوح إلى جنوب القطاع، لكن دون مهلة كافية، حيث أغلقت الطّرق ودُمّرت المباني واستُهدف النّازحون، ممّا أسفر عن مقتل العديد منهم و استكمال تطويق المنطقة بالكامل. تزامن ذلك مع تدمير الأحياء السّكنيّة باستخدام "روبوتات" مفخّخة وبراميل متفجّرة، واستهداف الطّواقم الطّبّيّة، و إخلاء مراكز الإيواء والمدارس، وحرقها واعتقال سكّانها. 
كما حوصرت المستشفيات وأُخرجت عن الخدمة، واستُهدفت سيّارات الإسعاف، في ظلّ منع دخول المساعدات والوقود لأسابيع، ممّا أدّى إلى أوضاع كارثية لأكثر من 100 ألف مدنيّ يعانون من نقص أبسط الاحتياجات كالغذاء والماء والدّواء. يجسّد هذا الاجتياح تصعيدًا غير مسبوق، متّسقًا مع ما تمّ تسريبه حول "خطّة الجنرالات".

### تأثير الحرب على الوضع الصّحّيّ
بعد حرب الابادة صار الوضع الصّحّيّ كما قال مدير مستشفى العودة شمال قطاع غزّة محمّد صالحة، إنّهم يعملون بإمكانات محدودة جدًّا و طبيب جراحة واحد، محذّرا من نفاد الوقود ممّا يلقي بظلال سلبيّة تفاقم الوضع "الصّحّيّ المروع" في المحافظة الّتي تتعرّض لحملة إبادة وتطهير عرقيّ ترتكبها إسرائيل منذ الخامس من تشرين أوّل 2024. وأضاف صالحة، في تصريحات صحفيّة "مستشفى العودة هو الوحيد حاليًّا في شمال غزّة الّذي يضمّ طبيبًا في الجراحة العامّة، في وقت ترتفع فيه أعداد الإصابات الّتي تتطلّب تدخّلات جراحيّة عاجلة في المخّ والأعصاب والأوعية الدّمويّة والعيون والعظام". 
وأوضح في هذا السّياق أنّ أكثر من 70% من الإصابات التّي يستقبلها المستشفى تحتاج إلى تدخّلات جراحيّة عاجلة.

#### تأثير الحرب على الوضع الاقتصاديّ
الوضع الاقتصاديّ في مخيّم جباليا يمرّ بأزمة خانقة نتيجة الحصار الإسرائيليّ المشدّد والقصف المستمرّ. المخيّم يعاني من دمار واسع طال البنية التّحتيّة والمرافق الأساسيّة، بما في ذلك الأسواق والمخابز، حيث تمّ تدمير العديد منها، مثل مخبز الشّلفوح الحيويّ. السّكان يعيشون أوضاعًا مأساويّة مع نقص حادّ في الموادّ الغذائيّة والمياه والوقود، وانعدام أيّة فرص اقتصاديّة نتيجة توقّف الأنشطة التّجاريّة والتّدمير المتعمّد للأحياء.
إضافة إلى ذلك، ترتفع معدّلات البطالة بشكل غير مسبوق مع انعدام إمكانيّة العمل، وتراجع دخول المساعدات الإنسانيّة إلى القطاع بنسبة كبيرة منذ الخامس من تشرين الأول 2024 ممّا فاقم أزمة الجوع والفقر. آلاف الأسر تعتمد على الإغاثة المحدودة الّتي تصل بصعوبة، بينما يخضع النّاجون لضغوط متزايدة مع استهداف مراكز الإيواء والتّجمّعات المدنيّة من قِبل القوّات الإسرائيليّة.

## شخصيات بارزة
- محمود المبحوح
- أمل الكحلوت
- محمود الحسنات
- زكي العيلة
- أنس الشريف